# Гроши (Арђеш)
Гроши (рум. Groși) насеље је у Румунији у округу Арђеш у општини Бабана. Oпштина се налази на надморској висини од 439 m.

## Становништво
Према подацима из 2002. године у насељу је живело 454 становника, од којих су сви румунске националности.